# ديفيد رايت
ديفيد رايت (بالإنجليزية: David Wright)‏ (8 أبريل 1978 بلويفيل في الولايات المتحدة - ) هو لاعب كرة قدم أمريكي في مركز الدفاع. لعب مع Rochester Rhinos ‏ وبيتسبورغ ريفرهوندز وJackson Chargers ‏.

## وصلات خارجية
- ديفيد رايت على موقع قاعدة بيانات كرة القدم.إي يو (الإنجليزية)